# Chile Solidario
Chile Solidario es un sistema público de protección social dirigido a las familias y sus integrantes en situación de extrema pobreza, cuyo objetivo es promover su incorporación a las redes sociales y su acceso a mejores condiciones de vida. Fue creado por la Ley N.º 19.949 de 2004, durante el gobierno de Ricardo Lagos.
La administración, coordinación, supervisión y evaluación del sistema corresponde al Ministerio de Planificación y Cooperación (MIDEPLAN), sin perjuicio de las atribuciones y funciones de las demás reparticiones públicas.
El sistema considera acciones y prestaciones para familias y personas en situación de extrema pobreza, que consisten en apoyo psicosocial, acceso al subsidio familiar (de la Ley N.º 18.020), a las pensiones asistenciales (del Decreto Ley N.º 869, de 1975), al subsidio al pago de consumo de agua potable y de servicio de alcantarillado de aguas servidas (de la Ley N.º 18.778), y al subsidio pro retención escolar (de la Ley N.º 19.873), sin perjuicio del acceso preferente a otras acciones o prestaciones que se implementen o coordinen a través de "Chile Solidario".
Para la implementación del sistema, el MIDEPLAN debe celebrar convenios con las Municipalidades del país, en el ámbito de su respectivo territorio.